# Cal Miramunt de Claret
Cal Miramunt és una casa del nucli de Claret, al municipi de Torà (Solsonès), inclosa a l'Inventari del Patrimoni Arquitectònic de Catalunya.

## Descripció
Edifici situat al nord de la plaça del poble.

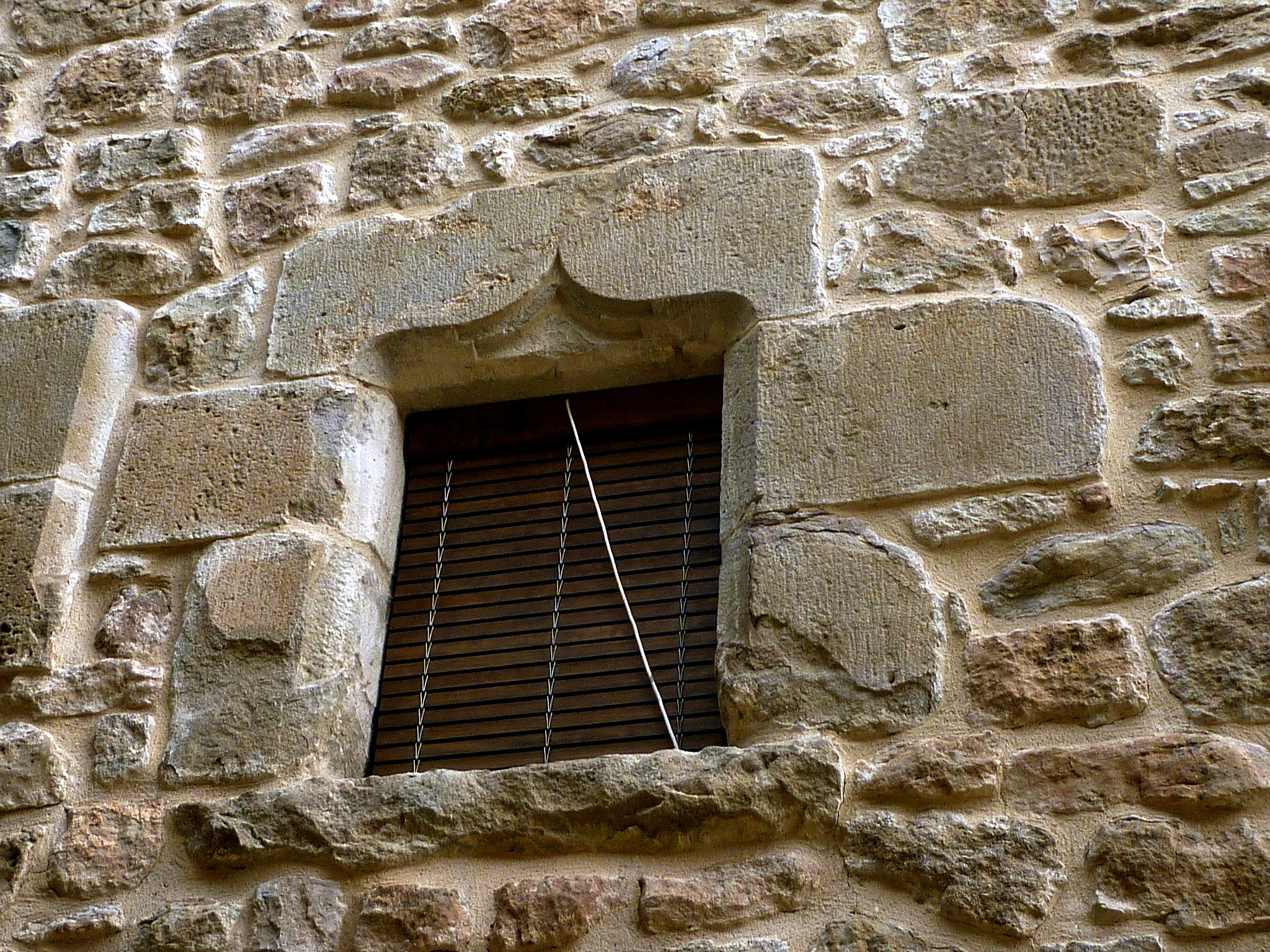
Finestra amb arc conopial

A la façana sud, a la planta baixa, la porta principal té la llinda de pedra. Al primer pis hi ha una balconada de dues portes. Al segon pis s'hi troben dos balcons. A les golfes hi ha una finestra de maons i arc rebaixat, a la vora hi ha una doble finestra més gran que dona al petit terrat que fa de coberta a la zona del pas cobert. Aquest, al segon pis, té una mena de galeria amb una terrasseta coberta. A la façana oest, a la planta baixa no hi ha cap obertura. A la planta següent hi ha tres finestres, la de la dreta amb arc conopial, la del centre més senzilla i la de l'esquerra amb barana de ferro. A la darrera planta hi ha dues finestres. A la façana nord, hi ha una entrada amb llinda de fusta i porta de fusta que dona a la segona planta, a la seva esquerra hi ha una finestra amb llinda de fusta i reixa. A la planta següent hi ha una finestreta i a la següent una de més petita.
La casa té una coberta a dos vessants, la de l'esquerra té dos alçats diferents, acabada amb teules.